# Área de conservación del Annapurna
El Área de Conservación del Annapurna es la zona protegida de Nepal de mayor extensión, con una superficie de 7.629 km². Posee la denominación de Área de Conservación, al igual que el Área de Conservación de Kanchanjunga y el Área de Conservación de Makalu-Barun. Se extiende sobre los distritos de Manang, Mustang, Kaski, Myagdi y Lamjung, habitando en ellos distintas etnias de nepalís.
El área engloba al Annapurna, un macizo montañoso donde se encuentra un ochomil (Annapurna I, 8.091 m), varios picos de más de 7.000 m de altitud y el Machapuchare (6.993 m), la montaña sagrada del dios Shivá, cuya escalada está completamente prohibida. En la zona norte del macizo se encuentra el lago Tilicho, uno de los lagos de agua dulce más altos del mundo. También se encuentra en la zona la garganta del río Gandaki, la más profunda del mundo, con unas dimensiones de casi 5 km de longitud y una anchura de unos 2,5 km.
La zona se caracteriza por presentar una gran biodiversidad, encontrándose en ella 1.226 especies de magnoliofitas, 102 de mamíferos, 474 de aves, 39 de reptiles y 22 de anfibios.

## Población
Se calcula que unas 120 000 personas (datos del año 2010) habitan dentro del Área de Conservación, pertenecientes a distintos grupos étnicos de origen tibetano e indoeuropeo.

## Biodiversidad
En el Área de Conservación del Annapurna se han distinguido 28 clases de ecosistemas, donde habitan 3.430 especies de plantas, 102 de mamíferos, 474 de aves, 39 de reptiles y 22 de anfibios.

### Flora

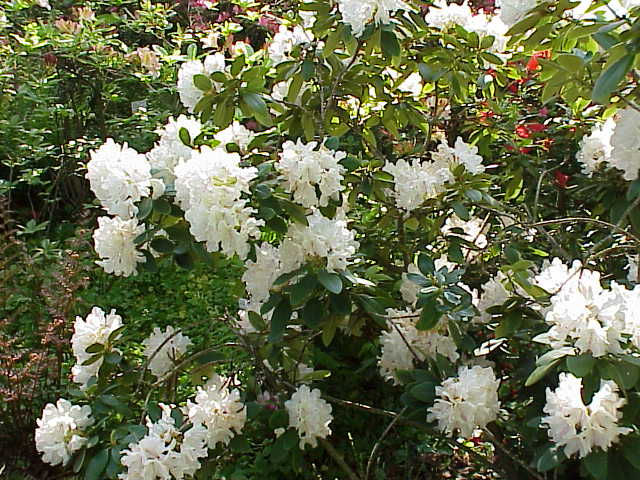
Rhododendron campanulatum, especie de magnoliofita presente en el Área de Conservación del Annapurna.

Se han catalogado unas 3.430 especies de plantas, habiéndose reconocido 56 especies de magnoliofitas endémicas de la zona. De ellas, 450 son plantas vasculares. Se han distinguido 18 tipos de vegetación en la zona según la clasificación del Tree Improvement and Silviculture Component del año 2000:
- Nieve permanente
- Prados alpinos superiores
- Vegetación alpina trans-himalayana
- Matorrales alpinos húmedos
- Estepas de Caragana del trans-himalaya superior
- Estepas de Caragana del trans-himalaya inferior
- Bosques de abeto y pino azul
- Bosques de abedul y Rhododendron
- Bosques de abeto
- Bosques templados de pino azul
- Bosques de pícea
- Bosques templados de montaña de roble
- Bosques de ciprés
- Bosques mixtos de roble y pino azul
- Bosques inferiores templados de roble
- Bosques del este del Himalaya de laurácea y roble
- Bosques de Schima y Castanopsis
- Bosques de colinas de Shorea robusta

### Fauna
En el área de conservación habitan 102 especies de mamíferos, 474 de aves, 39 de reptiles y 22 de anfibios. De los mamíferos presentes, 27 están protegidos por el Convenio sobre el Comercio Internacional de Especies Amenazadas de Fauna y Flora Silvestre (CITES). Trece especies de mamíferos y 3 de aves están en la lista de animales protegidos por la National Parks and Wildlife Conservation. Las especies simbólicas de la zona son el leopardo de las nieves, el mósquido Moschus leucogaster, el argalí tibetano, el lobo tibetano, el águila real y el grúido Anthropoides virgo. Los taxones del área incluidos en la Lista Roja de la UICN son:
| Especie                                        | Mamífero/Ave | Estatus (UICN)      | Imagen |
| Panda rojo (Ailurus fulgens)                   | Mamífero     | En peligro          |        |
| Lobo gris (Canis lupus)                        | Mamífero     | Vulnerable          |        |
| Leopardo de las nieves (Uncia uncia)           | Mamífero     | En peligro          |        |
| Sirao común (Capricornis sumatraensis)         | Mamífero     | Vulnerable          |        |
| Cuón (Cuon alpinus)                            | Mamífero     | Vulnerable          |        |
| Gato jaspeado (Pardofelis marmorata)           | Mamífero     | Datos insuficientes |        |
| Gato dorado asiático (Catopuma temminckii)     | Mamífero     | Datos insuficientes |        |
| Tar del Himalaya (Hemitragus jemlahicus)       | Mamífero     | Datos insuficientes |        |
| Nutria lisa (Lutrogale perspicillata)          | Mamífero     | Vulnerable          |        |
| Macaco Rhesus (Macaca mulatta)                 | Mamífero     | Vulnerable          |        |
| Pantera nebulosa (Neofelis nebulosa)           | Mamífero     | Vulnerable          |        |
| Leopardo (Panthera pardus)                     | Mamífero     | Casi amenazado      |        |
| Oso tibetano (Ursus thibetanus)                | Mamífero     | Vulnerable          |        |
| Zorro indio (Vulpes bengalensis)               | Mamífero     | Datos insuficientes |        |
| Cerceta del Baikal (Anas formosa)              | Ave          | Vulnerable          |        |
| Águila imperial (Aquila heliaca)               | Ave          | Vulnerable          |        |
| Faisán de Wallich (Catreus wallichi)           | Ave          | En peligro          |        |
| Cernícalo primilla (Falco naumanni)            | Ave          | Vulnerable          |        |
| Agachadiza del Himalaya (Gallinago nemoricola) | Ave          | Vulnerable          |        |
| Pigargo europeo (Haliaeetus albicilla)         | Ave          | Vulnerable          |        |
| Pigargo de Palas (Haliaeetus leucoryphus)      | Ave          | Vulnerable          |        |

## Turismo

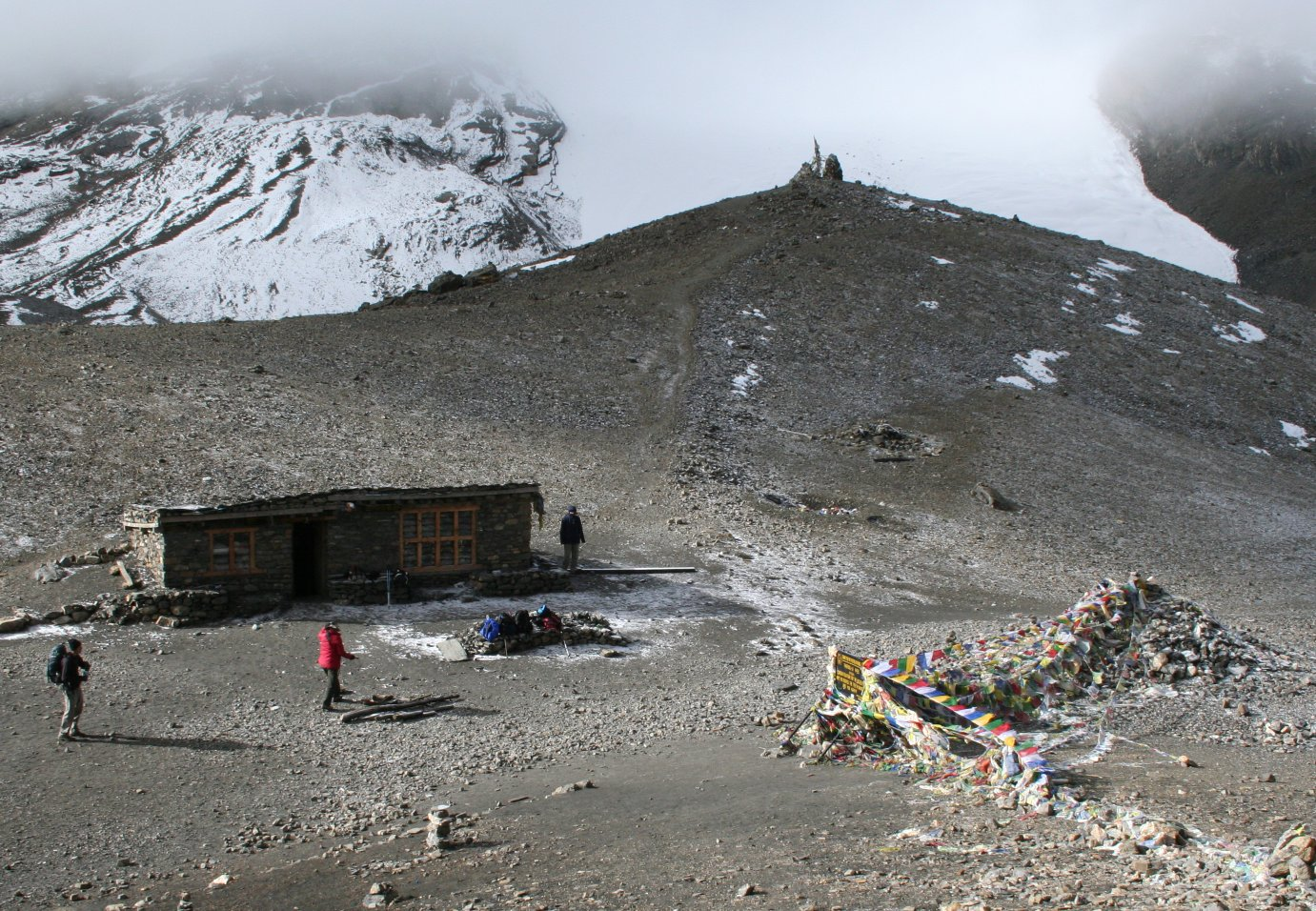
Senderistas en el paso de montaña de Thorong La.

En el año 2000 más de 75 000 personas visitaron el Área de Conservación del Annapurna para practicar senderismo, siendo una de las zonas de Nepal con mayor afluencia de practicantes de este deporte. Para realizar esta actividad se ha de pagar para obtener un permiso, utilizándose ese dinero para la conservación y mantenimiento de la zona.